# 许同均
许同均（1945年12月29日—2022年12月20日），男，北京人，中国电影导演、电视剧导演，北京电影学院导演系教授、研究生导师。